# 42 Draconis
Fafnir eller 42 Draconis, som är stjärnans Flamsteed-beteckning, är en ensam stjärna i den mellersta delen av stjärnbilden Draken. Den har en skenbar magnitud på ca 4,82 och är synlig för blotta ögat där ljusföroreningar ej förekommer. Baserat på parallaxmätning inom Hipparcosuppdraget på ca 10,4 mas, beräknas den befinna sig på ett avstånd på ca 315 ljusår (ca 97 parsek) från solen. Den rör sig bort från solen med en heliocentrisk radialhastighet på ca 32 km/s.

## Nomenklatur
Efter upptäckten 2009 av planeten 42 Draconis b inledde i juli 2014 International Astronomical Union en process för att ge egennamn på vissa exoplaneter och deras värdstjärnor. Processen genomfördes med offentlig nominering och omröstning för de nya namnen. I december 2015 meddelade IAU att de vinnande namnen var Fafnir för denna stjärna och Orbitar för dess planet. Fafnir var en nordisk mytologisk dvärg som förvandlades till en drake. Det är också namnet på en fiktiv planet i Larry Nivens kända rymdepos med en liknande beskrivning, ('Draco' är latin för 'drake'). Orbitar är dessutom ett påhittat ord som sammanfattar NASA:s aktiviteter med rymd- och omloppsprojekt.
År 2016 organiserade International Astronomical Union en arbetsgrupp för stjärnnamn (WGSN) med uppgift att katalogisera och standardisera egennamn på stjärnor. WGSN fastställde namnet Fafnir för 42 Draconis i juli 2016vilket nu ingår i listan över IAU-godkända stjärnnamn.

## Egenskaper
42 Draconis är en orange till röd jättestjärna  av spektralklass K1.5 III Fe-1. Den är en metallfattig stjärna med så låg metallicitet som 35 procent av solens. Den har en massa som är knappt 90 procent av solens massa, en radie som är ca 22 gånger större än solens och utsänder ca 143 gånger mera energi än solen från dess fotosfär vid en effektiv temperatur på ca 4 300 K.

## Exoplanet
Exoplaneten 42 Draconis b har en massa av ≥3,88 ± 0,85 jupitermassor (MJ). Omloppsperioden är 479,1 ± 6,2 dygn, med en halv storaxel av 1,19 ± 0,01 AU och en excentricitet av 0,38 ± 0,06.